# 고스트 쉽
《고스트 쉽》(영어: Ghost Ship)은 2002년 개봉한 미국의 초자연 공포 영화이다. 《13 고스트》(2001)로 데뷔한 스티브 벡 감독의 두 번째이자 마지막 연출작이다.

## 줄거리
1962년 이탈리아 원양 정기선인 내연 기선 안토니아 그라차. 옥외 무도장에서 라운지 가수 프란체스카가 부르는 “센차 피네”(Senza Fine→끝없이)에 맞춰 부유한 승선객들이 춤을 춘다. 누군가 지렛대를 올려서 감겨 있던 철사줄을 풀어 버린다. 날카로운 철사줄이 무도장을 덮쳐 승객과 승무원 몸을 반으로 가르고, 어려서 키가 작은 케이티만이 살아남는다.
40년 뒤 침몰선을 인양하는 작업을 하는 팀원들, 즉 선장 머피, 엡스, 그리어, 도지, 먼더, 샌토스에게 캐나다 기상 근무대 조종사 잭이 다가온다. 잭은 베링 해협에서 돌아다니는 배 한 척을 발견했는데 공해에 있어서 누구든 항구로 몰아가기만 하면 소유권 주장이 가능하다고 말해준다. 이들은 예인선 아크틱 워리어에 올라 메리 셀러스트호처럼 갑자기 실종됐던 안토니아 그라차를 찾아내고, 선상에서 골드바를 발견해 기뻐한다.
자꾸 이상 현상이 나타나고 그라차가 가라앉을 기미가 보이자 이들은 골드바만 챙기고 그라차는 버리기로 한다. 그러나 어떤 힘이 작용하여 아크틱 워리어 프로판 가스가 새어 나오게 만들고, 케이티 유령이 나타나 배를 작동시키지 말라고 소리치는 순간 아크틱 워리어가 터지고 샌토스가 사망한다. 이제는 그라차를 수리해 타고 가는 거 외엔 돌아갈 길이 없다.
케이티 방을 연 엡스는 목을 매고 자살해 미라가 된 시체를 보고 비명을 지른다. 곧 영화 초반에 나온 무도장이 그리어의 눈앞에서 재현되고 프란체스카에게 유혹을 당한 그리어는 그 뒤를 따라가다가 승강기 통에 떨어져 죽는다. 머피는 선장실에서 그라차 선장 유령과 술을 대작하게 된다. 선장은 그라차 역시 로럴라이라는 가라앉는 배에서 골드바와 함께 생존자 한 명을 발견해 구조했다면서 사진을 보여준다. 그 남자가 누군지 알아본 머피는 이를 모두에게 알리려고 달려가다가 정신이 이상해져 엡스를 죽은 샌토스로 착각해 공격하고, 팀원들은 그를 비어 있는 수조에 가둔다.
다시 엡스 앞에 나타난 케이티는 무슨 일이 있었는지 보여주겠다며 과거의 일을 재현한다. 로럴라이 생존자의 부추김에 넘어간 그라차 선원들은 골드바를 독차지하기 위해 승객들, 선장 등을 다 죽여 버렸고, 프란체스카는 한 선원을 꼬드겨 그가 나머지 선원들을 다 죽이게 만들었다. 프란체스카는 그 선원을 총으로 처리하고 생존자와 입을 맞췄다. 하지만 그녀 역시 이 남자에게 속은 것이었고, 날아온 갈고리가 턱에 꽂히면서 사망했다. 이 문제의 남자는 평생 죄를 짓고 살다가 사망한 뒤 악령이 되어 사람들이 죄를 범하게 들쑤시고 죽여 그 영혼을 지옥으로 끌고 가는 일을 하게 된 잭이다.
엡스는 잭이 그라차를 수리하게 만들려고 자신들을 유인했다고 추정하고 그라차를 가라앉히려고 한다. 먼더가 기관실에서 기어에 깔려 사망한 뒤 엡스는 갑판 밑에 폭탄을 설치하고 도지와 만나는데, 도지는 자신이 잭을 죽였으니 같이 골드바를 나눠 갖자고 말한다. 엡스가 여기에 속아 넘어가지 않자 진짜 도지를 죽이고 도지인 척하고 있던 잭이 본모습으로 돌아온다. 잭은 그라차와 골드바로 계속 사람들을 유인해 영혼을 수집할 생각이며, 그라차를 폭파시키지 않는다면 살려주겠다고 한다. 하지만 엡스는 그냥 그라차를 폭파시키고 잭은 산산조각이 난다. 케이티는 엡스가 가라앉는 그라차에서 탈출하게 돕고, 케이티를 비롯해 그라차에 갇혀 있던 영혼들은 하늘로 떠올라 다음 세상으로 향한다.
후에 한 유람선이 엡스를 발견한다. 구급차로 실려가던 엡스는 유람선 승무원들이 골드바가 담긴 낡은 상자를 유람선에 옮겨 싣고 잭이 그 뒤를 따라 유람선에 오르는 것을 보게 된다. 엡스가 비명을 지르는 가운데 구급차의 문이 닫힌다.

## 출연진
- 줄리애나 마귤리스 - 모린 엡스 역
- 게이브리얼 번 - 숀 머피 선장 역
- 론 엘다드 - 도지 역
- 데즈먼드 해링턴 - 잭 페리먼 역
- 아이제이아 워싱턴 - 그리어 역
- 앨릭스 디미트리아더스 - 샌토스 역
- 칼 어번 - 먼더 역
- 에밀리 브라우닝 - 케이티 하우드 역

## 기타 제작진
- 공동 제작: 수전 다우니

## 우리말 녹음
SBS 성우진
- 윤소라 - 모린 엡스(줄리애나 마귤리스)
- 윤세웅 - 잭 페리먼(데즈먼드 해링턴)
- 이종혁 - 숀 머피(게이브리얼 번)
- 안종덕 - 도지(론 엘다드)
- 김승준 - 먼더(칼 어번)
- 송준석 - 그리어(아이제이아 워싱턴)
- 변종필 - 샌토스(앨릭스 디미트리아더스)
- 김지혜 - 케이티 하우드(에밀리 브라우닝)